# Rudolf Fischer (Chemiker)
Rudolf Fischer (* 27. Januar 1881 in Berlin; † 21. März 1957 ebenda) war ein deutscher Chemiker und Unternehmer.

## Leben
Rudolf Fischer wurde am 27. Januar 1881 als Sohn des Gymnasiallehrers Friedrich Fischer (1844–1889) und der Marie (1844–1927), geborene Haagen, in Berlin geboren. Er belegte das Studium der Chemie an den Universitäten Straßburg und Berlin, wo er 1903 promovierte, und trat 1906 in die Neue Photographische Gesellschaft in Steglitz ein. Nach Ende des Ersten Weltkriegs, an dem er als Soldat teilgenommen hatte, wechselte er zur Firma Schering. Im Jahre 1927 gründete Fischer seine eigene Firma „Technophot“, die Fotopapiere, Dokumenten- und Registrierpapiere herstellte.
Rudolf Fischer, der 1922 die Tochter von Max Ruge, Gertrud (Lehrerin), ehelichte, verstarb am 21. März 1957 im Alter von 76 Jahren in Berlin.

## Wirken
Rudolf Fischers Verdienste lagen auf dem Gebiet der Farbfotografie. Die ins 19. Jahrhundert zurückreichende Variante, auf dem Prinzip der Dreifarbenmischung basierende Versuche, durch Unterbringung von drei Farbbildnern innerhalb einer fotografischen Schicht zu einem Negativ zu gelangen, von dem sich beliebig viele Positive abnehmen ließen, führten nicht zum gewünschten Erfolg. In den Jahren 1912 und 1913 meldete Fischer Patente an, die von den Gedanken ausgingen, die den drei Grundfarben entsprechenden Farbbildner auf drei selektivempfindliche Halogensilberschichten zu verteilen und diese, unter Zwischenschaltung von Filter- und Trennungsschichten, übereinander aufzutragen. Waren seine Vorschläge wegen der zur Zeit der Anmeldung noch mangelhaften Emulsionstechnik nicht von Erfolg gekrönt, so bauten doch die sich später durchsetzenden Farbverfahren auf seinen Grunderkenntnissen auf. 1936 der erste Farbfilm aus Wolfen (Agfacolor) auf der Basis der Patente des Chemikers R. Fischer.

## Ehrung
- Silberne Leibniz-Medaille der Preußischen Akademie der Wissenschaften, 1944

## Literatur

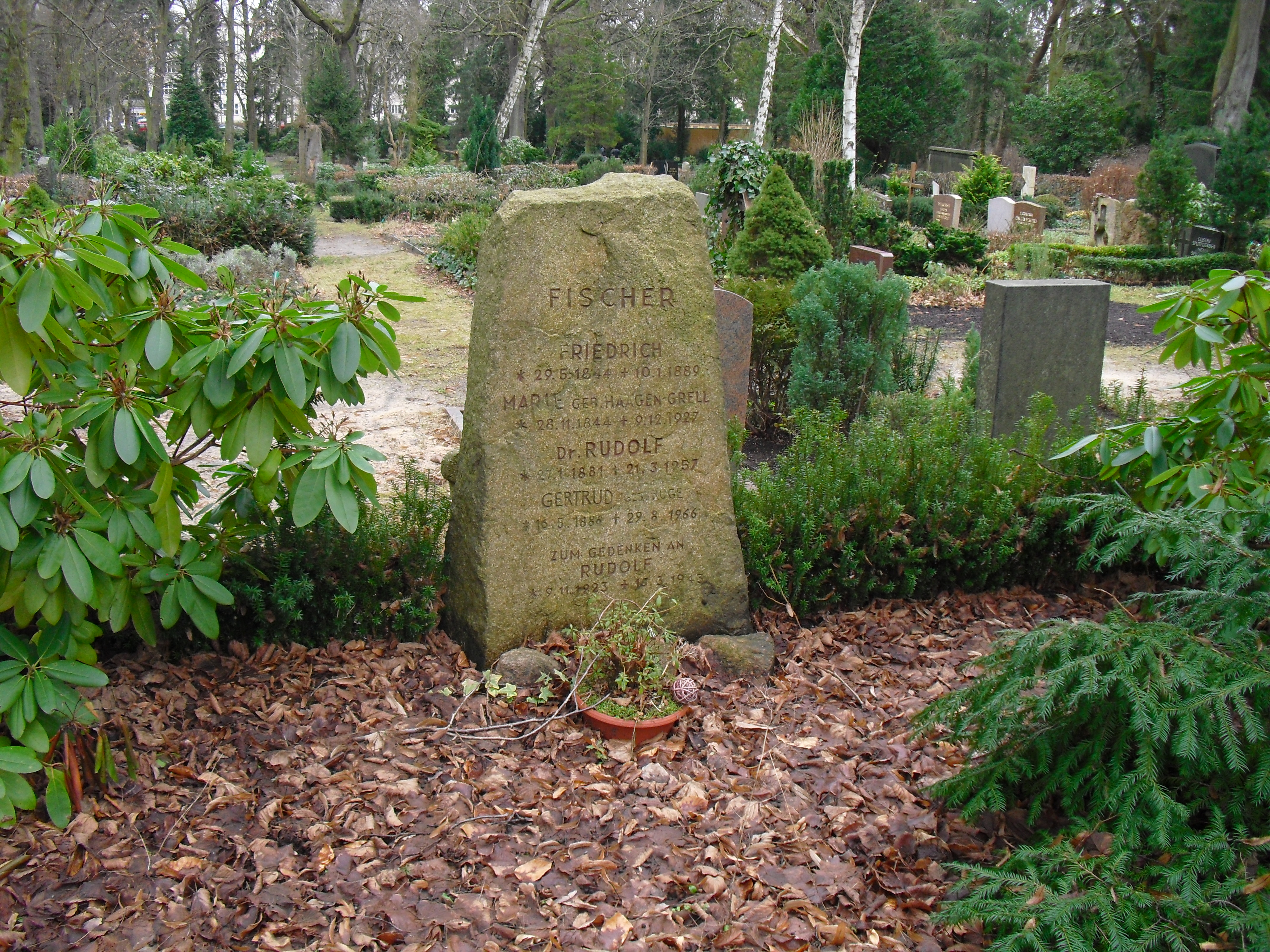
Rudolf Fischers Grab auf dem Friedhof Steglitz